# Голдырев, Глеб Олегович
Глеб Оле́гович Го́лдырев (род. 19 апреля 1993, Новосибирск) — российский профессиональный баскетболист, играющий на позиции тяжёлого форварда.

## Карьера

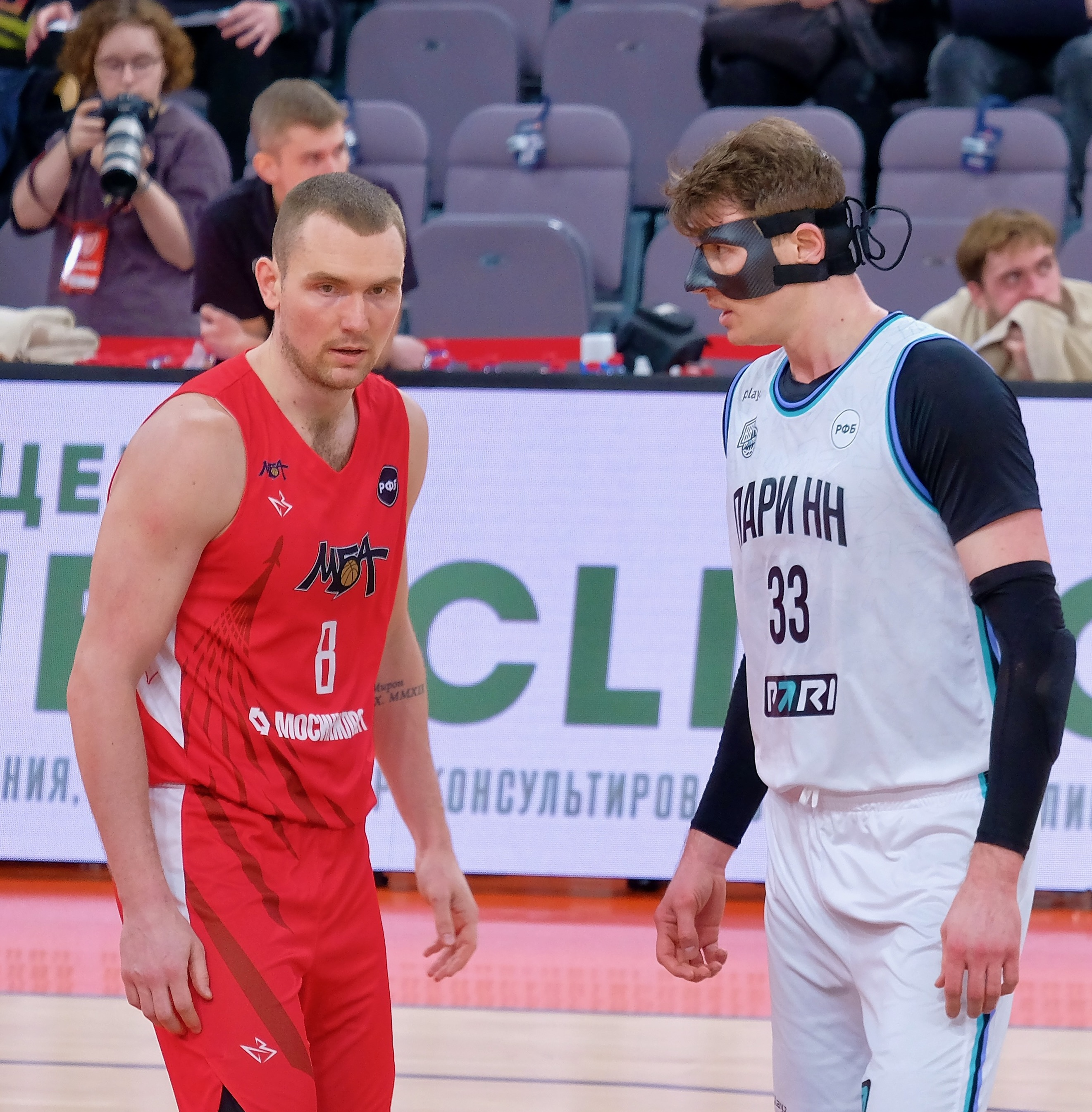
Голдырев (слева) в составе МБА против Андрея Воронцевича (Нижний Новгород)

Глеб Голдырев начал заниматься баскетболом в Новосибирске, но в 14 лет переехал в Видное, где поступил в училище Олимпийского резерва.
С 2009 по 2013 Голдырев выступал за «Спарту и К», с которой завоевал бронзовые медали Первенства ДЮБЛ (2009/2010) и Высшей лиги (2010/2011).
В 2013 году Голдырев перешёл в московское «Динамо», в составе которого в сезоне 2014/15 стал бронзовым призёром Суперлиги и финалистом Кубка России.
В июле 2016 года Голдырев перешёл в «Новосибирск». Его средняя статистика по итогам сезона составила 10 очков и 4 подбора за 26 минут на площадке.
В августе 2017 года Голдырев стал игроком «Енисея». В 19 играх Единой лиги ВТБ Глеб в среднем набирал 4 очка и 1 подбор.
В августе 2018 года продлил контракт с «Енисеем» ещё на 1 сезон.
В июне 2019 года Голдырев вернулся в «Новосибирск».
С 2022 по 2025 годы выступал в Единой лиге ВТБ: сначала за «МБА», а потом за «Самару».
Летом 2025 года перешел в уфимское «Динамо», высупающее в Суперлиге.

## Личная жизнь
23 июня 2016 года Глеб Голдырев и его девушка Марина Рявкина официально стали мужем и женой. 5 сентября 2019 года в их семье родился сын Мирон.

## Достижения

### Клубные
- Бронзовый призёр Суперлиги: 2014/2015
- Бронзовый призёр Высшей Лиги: 2010/2011
- Обладатель Кубка России: 2016/2017
- Серебряный призёр Кубка России: 2014/2015
- Бронзовый призёр Кубка России: 2022/2023

### Сборная России
- Обладатель Кубка Станковича: 2014
- Бронзовый призёр чемпионата мира (до 19 лет): 2011
- Серебряный призёр чемпионата Европы (до 18 лет): 2010